# Olympique miélanais rugby
Ne doit pas être confondu avec Entente Astarac Bigorre XV.
Maillots
L'Olympique miélanais rugby est un club français de rugby à XV situé à Miélan dans le département du Gers.
Il cesse ses activités en 2003 en prenant part à la fusion donnant naissance à l'Entente rugby Miélan Mirande Rabastens.

## Historique
Le club est champion de France de 2e série en 1980 en battant le RC Eyragues par 17 à 10, puis en 1985, il est champion de France Honneur en battant le SC Saint-Jean-en-Royans 15 à 6 et accède la 3e division.
Le club est promu en 2e division en 1987.
En 1990, il est remporte le Challenge de l'Essor et est demi-finaliste du championnat de France de 2e division, il accède ainsi au championnat de 1re division.
L'Olympique miélanais joue les saisons 1991, 1992, 1993, 
1994 et 1995 en championnat de France de groupe B et est notamment quart de finaliste en 1991.
En 2003 le club fusionne avec l'Union sportive alerte mirandaise et l'Union sportive rabastenaise, donnant naissance à l'Entente rugby Miélan Mirande Rabastens, renommée Entente Astarac Bigorre XV dès 2005.

## Palmarès
- Championnat de France de groupe B :
  - Meilleure performance : quart de finaliste en 1991
- Championnat de France de 2e division
  - Meilleure performance : demi-finaliste en 1990
- Championnat de France Honneur
  - Champion (1) : 1985
- Challenge de l'Essor
  - Vainqueur (1) : 1990